# Gianni Giansanti
Gianni Giansanti (né en 1956 et mort le 18 mars 2009 à Rome) est un photojournaliste italien. Récompensé par trois World Press, il est membre de l’agence Sygma de 1981 à 2000.

## Biographie
Gianni Giansanti commence sa carrière comme photographe indépendant en 1977. L’année suivante il accède à la célébrité pour sa photo d’Aldo Moro assassiné par les Brigades rouges et dont le corps a été retrouvé par la police dans le coffre d'une voiture. Cette photographie lui vaudra son premier World Press en 1978.
Il devient le photographe attitré du pape Jean-Paul II pour l’agence Sygma pendant vingt-sept ans. Il entrera par la suite à l’agence Gamma.
Giansanti couvre aussi l’actualité au Guatemala, au Liban, au Sénégal et en Somalie. Ses reportages sont récompensés par le World Press en 1978, 1988 et 1991.
Gianni Giansanti meurt à Rome le 18 mars 2009 à l’âge de 52 ans à la suite d’un cancer.

## Prix et récompenses
- 1978 : World Press - mention spéciale pour sa photographie d’Aldo Moro.
- 1988 : World Press - 1er prix pour Jean-Paul II : portrait d’un pape.
- 1990 : Festival d’Angers  - 1er prix pour Académie militaire en URSS.
- 1991 : World Press - 1er prix pour Le Palio de Sienne.
- 1991 : Festival d’Angers - 1er prix pour Le Palio de Sienne.
- 1993 : University of Missouri - Columbia (États-Unis), Beyond hope, Beyond life - Somalie.

## Expositions et collections
- Institut Dante Alighieri à Munich (1993)
- Bibliothèque du Vatican (1996)
- Vicolo Valdina à Rome (1999).

## Publications
Liste non exhaustive
- Guerriers d'Afrique, White Star, 2010,  (ISBN 978-88-6112-230-7)
- Afrique mystérieuse. Les peuples oubliés de la vallée de l’Omo, Solar, 2004,  (ISBN 9782263037733)
- Jean-Paul II. Portrait d’un pape, Gründ, 1997,  (ISBN 9782700024333)